# Torneo de Düsseldorf 2013
El Power Horse Cup de 2013 es un torneo de tenis masculino que se juega en canchas de arcilla. Es la primera edición de la Copa de caballos de poder como una serie ATP World Tour 250 en el 2013 y sustituye a la Copa del Mundo por equipos, una prueba por equipos celebrada previamente en el mismo lugar. Se llevará a cabo en el Rochusclub de Düsseldorf, Alemania, del 19 de mayo hasta el 25 de mayo de 2013.

## Cabeza de serie

### Individual
| Tenista               | Ranking | Preclasificada |
| Janko Tipsarević      | 11      | 1              |
| Tommy Haas            | 14      | 2              |
| Juan Mónaco           | 18      | 3              |
| Philipp Kohlschreiber | 22      | 4              |
| Lukáš Rosol           | 33      | 8              |
| Jarkko Nieminen       | 41      | 6              |
| Viktor Troicki        | 42      | 7              |
| Nikolai Davydenko     | 44      | 5              |

### Dobles masculinos
| Tenista                          | Ranking | Preclasificado |
| Colin Fleming Jonathan Marray    | 44      | 1              |
| Julian Knowle Filip Polášek      | 61      | 2              |
| Treat Conrad Huey Dominic Inglot | 70      | 4              |
| Andre Begemann André Sá          | 107     | 3              |

## Campeones

### Individuales
Juan Mónaco venció a  Jarkko Nieminen por 6-4, 6-3

### Dobles
Andre Begemann /  Martin Emmrich vencieron a  Treat Conrad Huey /  Dominic Inglot por 7-5, 6-2